# Styloniscus romanorum
Styloniscus romanorum är en kräftdjursart som beskrevs av Albert Vandel 1973C. Styloniscus romanorum ingår i släktet Styloniscus och familjen Styloniscidae. Inga underarter finns listade i Catalogue of Life.